# Constitution de la république autonome de Crimée
Pour les articles homonymes, voir Constitution de la Crimée.
 (avril 2014).
Lire en ligne

Sur le site du Conseil suprême de Crimée > versions officielles : (uk), (ru), (tt) ; 
traduction : (en) — 
Wikisource : (ru)

Constitution de 1992
La constitution de la Crimée (ukrainien : Конституція Автономної Республіки Крим; russe : Конституция Автономной Республики Крым) est la constitution qui régit le fonctionnement de la république autonome de Crimée territoire d'Ukraine. Entré en vigueur en 1999 elle ne donne aucune initiative législative, mais garantit à la Crimée une autonomie budgétaire et certains droits patrimoniaux.

## Historique
Après le référendum du 20 janvier 1991, l'oblast de Crimée se proclame « république autonome ». Et ceci, avant même la déclaration d'indépendance de l'Ukraine du 24 août 1991, qui sera reconnue internationalement en décembre 1991. À ce moment-là, la péninsule criméenne fait toujours partie de la république socialiste soviétique d'Ukraine, l'un des quinze états formant l'ex-URSS.
Le 26 février 1992, le Parlement de Crimée fonde la république de Crimée avec l'aval du parlement ukrainien qui reconnaît certains droits d'autogestion. Le 5 mai 1992 la Crimée proclame son indépendance (qui devait être approuvée par un référendum prévu le 2 août 1992) et introduit la première constitution de Crimée. Cette constitution, et plus largement l'existence de la république autonome de Crimée, est rendue possible par le chapitre X de la constitution ukrainienne.
Mais dès le lendemain, la république de Crimée ajoute dans sa constitution que son territoire fait partie de l'Ukraine. Le 13 mai, le parlement d'Ukraine annule la déclaration d'indépendance et ordonne au parlement de la république de Crimée de faire de même (sous une semaine). En juin 1992, les deux parlements parviennent enfin à un accord et la république de Crimée bénéficie d'une certaine autonomie administrative et territoriale au sein de l'Ukraine. La Crimée sera laïque. Elle décidera en toute indépendance sur les questions soumises par le Conseil constitutionnel de l'Ukraine. Les principales autorités en Crimée seront : le président du Conseil suprême et ses conseillers, le président du Conseil des ministres et ses ministres, et le Parlement de Crimée (100 sièges). Le président du Conseil des ministres (Premier ministre) sera nommé par le Conseil suprême de Crimée en consultation avec le président de l'Ukraine.
En mai 1994, le parlement de Crimée vote le retour à la constitution de mai 1992. En septembre 1994, le président de Crimée Iouri Mechkov, en accord avec son parlement, décide de réécrire une nouvelle constitution. Le 17 mars 1995 le parlement d'Ukraine abolit la constitution de 1992 et de facto la légalité du président de Crimée. De juin à septembre 1995, c'est le président d'Ukraine Leonid Koutchma qui gouverne directement la Crimée par décrets présidentiels. En octobre 1995, le parlement de Crimée vote une nouvelle constitution, qui donne le jour à la république autonome de Crimée, constitution à nouveau contestée par les autorités ukrainiennes, jusqu'en avril 1996, après bien des amendements.
Cette seconde constitution de Crimée est finalement ratifiée par le parlement de Crimée le 21 octobre 1998. Le parlement ukrainien confirme à son tour cette constitution le 23 décembre 1998. Elle est entrée en vigueur le 12 janvier 1999.
Lors de son rattachement à la fédération de Russie le 18 mars 2014, la Crimée a gardé son statut de république. Par conséquent, elle a pu conserver sa constitution, ainsi qu'un parlement, un président, un pouvoir théorique de sécession et une représentation au sein de la Chambre haute du parlement russe. Cependant, la Crimée n'a obtenu aucun pouvoir relatif à la politique internationale. Ce rattachement est considéré comme illégal car allant à l'encontre de la constitution ukrainienne. En effet, cette dernière n'autorise pas de référendums locaux, et prévoit que toute question relative à la modification du territoire ukrainien, Crimée comprise, doit faire l'objet d'un référendum national.